# The Ultimate Collection (Evanescence)
The Ultimate Collection è una raccolta di sei vinili che ripercorre la carriera degli Evanescence. Include i primi tre album in studio della band, l'esordio commerciale dell'album di demo Origin, gli inediti tratti da Lost Whispers e un nuovo mix della canzone Even in Death tratta da Origin.

## Pubblicazione e promozione
Diverse indiscrezioni trapelarono pochi giorni prima dell'annuncio quando venne per errore reso disponibile il preordine online del cofanetto. Il 13 settembre 2016 viene ufficialmente annunciato dalla pagina ufficiale degli Evanescence.
La pubblicazione del cofanetto è stata particolarmente travagliata. Inizialmente annunciata per l'autunno 2016 è stata più volte rinviata fino all'effettiva uscita il 24 gennaio 2017. La promozione, di dimensioni modeste, fu eseguita principalmente nei canali ufficiali della band. Fu la stessa Amy ad ammettere che il cofanetto fosse indirizzato ai fan più accaniti.

## Dettagli
Le prime 400 copie fisiche sono state autografate da Amy Lee. A causa del rinvio dell'uscita dal 9 dicembre 2016 al 24 gennaio 2017, la cantante ha anche autografato e inviato poster esclusivi a coloro che avevano preordinato il cofanetto.

## Contenuti

### Origin

#### Lato A
1. Origin
2. Whisper
3. Imaginary
4. My Immortal
5. Where Will You Go
6. Field Of Innocence

#### Lato B
1. Even In Death
2. Anywhere
3. Lies
4. Away From Me
5. Eternal

### Fallen

#### Lato A
1. Going Under
2. Bring Me To Life
3. Everybody's Fool
4. My Immortal
5. Haunted
6. Torniquet

#### Lato B
1. Imaginary
2. Taking Over Me
3. Hello
4. My Last Breath
5. Whisper

### The Open Door

#### Lato A
1. Sweet Sacrifice
2. Call Me When You're Sober
3. Weight Of The World
4. Lithium

#### Lato B
1. Cloud Nine
2. Snow White Queen
3. Lacrymosa

#### Lato C
1. Like You
2. Lose Control
3. The Only One

#### Lato D
1. Your Star
2. All That I'm Living For
3. Good Enough

### Evanescence

#### Lato A
1. What You Want
2. Made Of Stone
3. The Change
4. My Heart Is Broken
5. The Other Side
6. Erase This

#### Lato B
1. Lost In Paradise
2. Sick
3. The End Of The Dream
4. Oceans
5. Never Go Back
6. Swimming Home

### Lost Whispers

#### Lato A
1. Lost Whispers
2. Even In Death (2016)
3. Missing
4. Farther Away
5. Breathe No More
6. If You Don't Mind

#### Lato B
1. Together Again
2. The Last Song I'm Wasting on You
3. A New Way To Bleed
4. Say You Will
5. Disappear
6. Secret Door

### Libro rilegato
- Foto inedite
- Scansioni dei testi scritti a mano
- Illustrazioni